# Lev Weinstein
Lev Matveyevich Weinstein (parfois russifié en Vainshtein ou "Vaynshteyn" ou encore "Lew Weinstein"; né le 12 mars 1916 – mort le 25 décembre 2004) est un tireur sportif soviétique.
Il remporte le bronze de la carabine 3 positions lors des Jeux olympiques de 1952 à Helsinki. Il est né à Iekaterinbourg dans l'Empire russe.